# Humble Oil

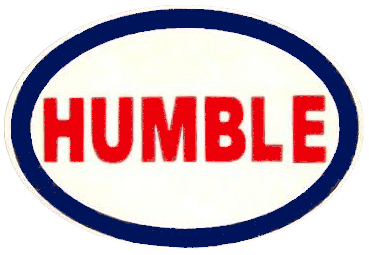
Logo de Humble Oil.

La empresa de petróleo y gas Humble Oil and Refining Co. se fundó el 21 de julio de 1911. Se encargaba de productos petroquímicos, lubricantes y gasolina.
La empresa fue fundada por Ross S. Sterling junto con Walter W. Fondren, Charles B. Goddard, William Stamps Farlish, Robert Lee Blaffer, y Harry Wiess Carothers. El hermano de Ross, Frank S. Sterling, pasó a ser director general en 1914.
En un principio, la empresa constaba de 40.000 acciones valoradas en 100 dólares cada una, número que se duplicó en 1919. 
Para posibilitar la construcción de una refinería (que se inauguró el 11 de marzo de 1920), la mitad de las acciones fueron vendidas a la Standard Oil de Nueva Jersey. La refinería dio muchos puestos de trabajo.
En esta época, la empresa se expandió mucho.
Durante la Segunda Guerra Mundial y la postguerra Humble Oil se expandió más rápidamente, y en 1959 la empresa se fusionó con la Standard Oil de Nueva Jersey, fundando la empresa que en 1999 se conocería como Exxon.
El nombre de Humble fue usado hasta 1972.